# Donington (Lincolnshire)
Koordinaten: 52° 54′ N, 0° 12′ W

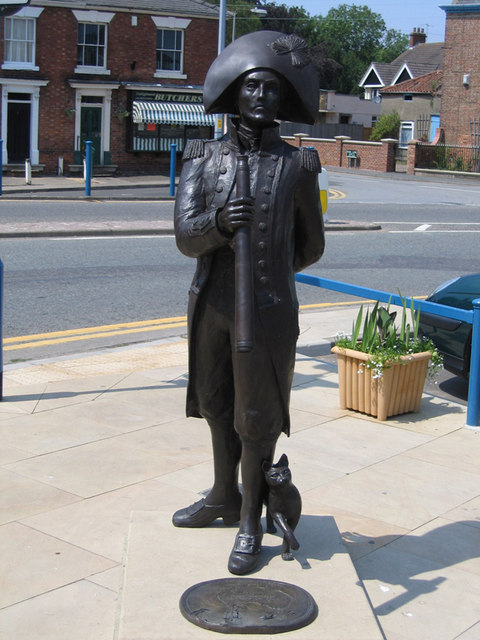
Statue des Forschungsreisenden Matthew Flinders in Donington.

Donington ist eine Gemeinde mit Marktrecht und einer Pfarrkirche in der englischen Grafschaft Lincolnshire. Sie befindet sich 12 km nördlich von Spalding und ebensoweit südwestlich von Boston an der Fernstraße A 52. In Donington wird diese Straße Bicker Road genannt, da sie die Ortschaft mit dem Nachbarort Bicker verbindet, in der Nähe dieses Ortes heißt sie dann Donington Road. Donington besitzt auch einen alten Bahnhof, wo die Züge jedoch nicht mehr anhalten, obwohl die Bahnstrecke noch in Betrieb ist.
Es handelt sich um eine flache Moorlandschaft, die durch Kanäle entwässert wird und in der vorwiegend Landwirtschaft betrieben wird. Lastkähne benutzten den Kanal Forty Foot Drain als Verbindung zur nächsten Stadt Boston.
Donington ist der Geburtsort des Forschungsreisenden Matthew Flinders (1774–1814) und des Geistlichen William Stainton Moses (1839–1892).

## Sehenswürdigkeiten
Unter den Sehenswürdigkeiten ist vor allem die anglikanische Pfarrkirche „St. Mary and the Holy Rood“
erwähnenswert. Ihre Ursprünge gehen auf die Zeit der normannischen Eroberung Englands zurück. Ihr hoher gotischer Turm  wurde im 14. Jahrhundert erbaut und bildet den Eingang zur Kirche.

## Persönlichkeiten
- Gordon Fowler (1899–1975), Regattasegler